# Ronde van Romandië 2007
De 61e editie van de Ronde van Romandië werd gehouden van 1 tot en met 6 mei 2007 in Romandië, Zwitserland. De rittenkoers maakte deel uit van de UCI ProTour 2007.
Sinds 2002 werd de proloog ieder jaar in Genève gehouden. Dit jaar werd de proloog echter verreden in Freiburg. In de eerste rit in lijn reed het peloton vanuit Granges-Paccot langs het meer van Neuchâtel naar La Chaux-de-Fonds. Dat was ook de start van de derde etappe, die het peloton naar Lucens bracht. De vierde etappe was vergelijkbaar met de andere etappes, de start lag in Moudon, de finish in Charmey. In datzelfde Charmey startte een dag later de koninginnenrit naar Morgins. Er moesten vier bergen van de 1e categorie beklommen worden. De beslissing viel op de slotdag, toen er een heuvelachtige tijdrit van 20 kilometer verreden moest worden in en rondom Lausanne. Thomas Dekker won deze tijdrit en werd hierdoor verrassend ook de eindwinnaar.

## Etappe-overzicht
| etappe  | datum | start             | finish            | afstand  | winnaar          | klassementsleider |
| ------- | ----- | ----------------- | ----------------- | -------- | ---------------- | ----------------- |
| Proloog | 1 mei | Freiburg          | Freiburg          | 3,5 km   | Paolo Savoldelli | Paolo Savoldelli  |
| 1e      | 2 mei | Granges-Paccot    | La Chaux-de-Fonds | 157,8 km | Markus Fothen    | Paolo Savoldelli  |
| 2e      | 3 mei | La Chaux-de-Fonds | Lucens            | 166,9 km | Robbie McEwen    | Paolo Savoldelli  |
| 3e      | 4 mei | Moudon            | Charmey           | 162,6 km | Matteo Bono      | Paolo Savoldelli  |
| 4e      | 5 mei | Charmey           | Morgins           | 155,9 km | Igor Antón       | Chris Horner      |
| 5e      | 6 mei | Lausanne (itt)    | Lausanne (itt)    | 20,4 km  | Thomas Dekker    | Thomas Dekker     |

## Etappe-uitslagen

### Proloog
De proloog werd gewonnen door Paolo Savoldelli met een tijd van 4' 35". Het was de vierde keer dat de proloog van de Ronde van Romandië door Savoldelli werd gewonnen.
| Uitslag Etappe | Uitslag Etappe        | Uitslag Etappe   | Uitslag Etappe |
| rang           | renner                | land             | tijd           |
| -------------- | --------------------- | ---------------- | -------------- |
| 1              | Paolo Savoldelli      | Italië           | 4'35"          |
| 2              | Roman Kreuziger       | Tsjechië         | + 0' 05"       |
| 3              | Chris Horner          | Verenigde Staten | + 0' 07"       |
| 4              | Andrej Kasjetsjkin    | Kazachstan       | + 0' 09"       |
| 5              | Sandy Casar           | Frankrijk        | + 0' 10"       |
| 6              | Andrej Mizoerov       | Kazachstan       | z.t.           |
| 7              | Brett Lancaster       | Australië        | + 0' 11"       |
| 8              | Hubert Schwab         | Zwitserland      | z.t.           |
| 9              | Jurgen Van den Broeck | België           | z.t.           |
| 10             | Rigoberto Urán        | Colombia         | z.t.           |

| Tussenstand algemeen klassement | Tussenstand algemeen klassement | Tussenstand algemeen klassement | Tussenstand algemeen klassement |
| rang                            | renner                          | land                            | tijd                            |
| ------------------------------- | ------------------------------- | ------------------------------- | ------------------------------- |
| 1                               | Paolo Savoldelli                | Italië                          | 4'35"                           |
| 2                               | Roman Kreuziger                 | Tsjechië                        | + 0' 05"                        |
| 3                               | Chris Horner                    | Verenigde Staten                | + 0' 07"                        |
| 4                               | Andrej Kasjetsjkin              | Kazachstan                      | + 0' 09"                        |
| 5                               | Sandy Casar                     | Frankrijk                       | + 0' 10"                        |
| 6                               | Andrej Mizoerov                 | Kazachstan                      | z.t.                            |
| 7                               | Brett Lancaster                 | Australië                       | + 0' 11"                        |
| 8                               | Hubert Schwab                   | Zwitserland                     | z.t.                            |
| 9                               | Jurgen Van den Broeck           | België                          | z.t.                            |
| 10                              | Rigoberto Urán                  | Colombia                        | z.t.                            |

### 1e etappe
De eerste etappe kende een lastige finale, waardoor de meeste sprinters al uitgeschakeld waren voor de zege. Markus Fothen en Francisco Pérez Sánchez wisten de overblijfselen van het peloton maar net voor te blijven en uiteindelijk won Fothen de etappe.
| Uitslag Etappe | Uitslag Etappe          | Uitslag Etappe | Uitslag Etappe |
| rang           | renner                  | land           | tijd           |
| -------------- | ----------------------- | -------------- | -------------- |
| 1              | Markus Fothen           | Duitsland      | 4u08'58"       |
| 2              | Francisco Pérez Sánchez | Spanje         | z.t.           |
| 3              | Joaquim Rodríguez       | Spanje         | z.t.           |
| 4              | Mirco Lorenzetto        | Italië         | z.t.           |
| 5              | Cadel Evans             | Australië      | z.t.           |
| 6              | Leonardo Duque          | Colombia       | z.t.           |
| 7              | Karsten Kroon           | Nederland      | z.t.           |
| 8              | Enrico Gasparotto       | Italië         | z.t.           |
| 9              | Andreas Dietziker       | Zwitserland    | z.t.           |
| 10             | Theo Eltink             | Nederland      | z.t.           |

| Tussenstand algemeen klassement | Tussenstand algemeen klassement | Tussenstand algemeen klassement | Tussenstand algemeen klassement |
| rang                            | renner                          | land                            | tijd                            |
| ------------------------------- | ------------------------------- | ------------------------------- | ------------------------------- |
| 1                               | Paolo Savoldelli                | Italië                          | 4u13'33"                        |
| 2                               | Roman Kreuziger                 | Tsjechië                        | + 0' 05"                        |
| 3                               | Markus Fothen                   | Duitsland                       | + 0' 06"                        |
| 4                               | Sandy Casar                     | Frankrijk                       | + 0' 07"                        |
| 5                               | Chris Horner                    | Verenigde Staten                | z.t.                            |
| 6                               | Andrej Kasjetsjkin              | Kazachstan                      | + 0' 09"                        |
| 7                               | Francisco Pérez Sánchez         | Spanje                          | + 0' 10"                        |
| 8                               | Hubert Schwab                   | Zwitserland                     | + 0' 11"                        |
| 9                               | Jurgen Van den Broeck           | België                          | z.t.                            |
| 10                              | Beat Zberg                      | Zwitserland                     | + 0' 12"                        |

### 2e etappe
De tweede etappe werd ontsierd door een massale valpartij net voor de eindstreep, veroorzaakt door de Colombiaan Leonardo Duque. Een groot deel van het peloton kwam daardoor stil te staan. Slechts enkelen bleven de valpartij, die voor in het peloton gebeurde, voor, waaronder Robbie McEwen. De Australiër won zonder al te veel moeite.
| Uitslag Etappe | Uitslag Etappe    | Uitslag Etappe | Uitslag Etappe |
| rang           | renner            | land           | tijd           |
| -------------- | ----------------- | -------------- | -------------- |
| 1              | Robbie McEwen     | Australië      | 4u 01' 41"     |
| 2              | Borut Božič       | Slovenië       | z.t.           |
| 3              | Enrico Gasparotto | Italië         | z.t.           |
| 4              | Julian Dean       | Nieuw-Zeeland  | z.t.           |
| 5              | Martin Elmiger    | Zwitserland    | z.t.           |
| 6              | Greg Henderson    | Nieuw-Zeeland  | z.t.           |
| 7              | Igor Abakoumov    | België         | z.t.           |
| 8              | Aitor Galdós      | Spanje         | z.t.           |
| 9              | Mirco Lorenzetto  | Italië         | z.t.           |
| 10             | Markus Fothen     | Duitsland      | z.t.           |

| Tussenstand algemeen klassement | Tussenstand algemeen klassement | Tussenstand algemeen klassement | Tussenstand algemeen klassement |
| rang                            | renner                          | land                            | tijd                            |
| ------------------------------- | ------------------------------- | ------------------------------- | ------------------------------- |
| 1                               | Paolo Savoldelli                | Italië                          | 8u15'14"                        |
| 2                               | Roman Kreuziger                 | Tsjechië                        | + 0' 05"                        |
| 3                               | Chris Horner                    | Verenigde Staten                | z.t.                            |
| 4                               | Markus Fothen                   | Duitsland                       | + 0' 06"                        |
| 5                               | Sandy Casar                     | Frankrijk                       | z.t.                            |
| 6                               | Andrej Kasjetsjkin              | Kazachstan                      | + 0' 09"                        |
| 7                               | Patrick Calcagni                | Zwitserland                     | + 0' 10"                        |
| 8                               | Francisco Pérez Sánchez         | Spanje                          | z.t.                            |
| 9                               | Enrico Gasparotto               | Italië                          | + 0' 11"                        |
| 10                              | Hubert Schwab                   | Zwitserland                     | z.t.                            |

### 3e etappe
De derde etappe werd gewonnen door Matteo Bono, die samen met Fumiyuki Beppu en Marco Pinotti de vlucht van de dag vormde. Pinotti leek lang verzekerd van de leiderstrui, maar door het "surplacen" in de laatste kilometer kwam de Italiaan uiteindelijk 4 seconden tekort voor het geel.
| Uitslag Etappe | Uitslag Etappe    | Uitslag Etappe | Uitslag Etappe |
| rang           | renner            | land           | tijd           |
| -------------- | ----------------- | -------------- | -------------- |
| 1              | Matteo Bono       | Italië         | 4u04'16"       |
| 2              | Fumiyuki Beppu    | Japan          | z.t.           |
| 3              | Marco Pinotti     | Italië         | + 0' 02"       |
| 4              | Christophe Moreau | Frankrijk      | + 3' 51"       |
| 5              | Thomas Dekker     | Nederland      | z.t.           |
| 6              | Andrea Tonti      | Italië         | z.t.           |
| 7              | Theo Eltink       | Nederland      | z.t.           |
| 8              | Roger Beuchat     | Zwitserland    | z.t.           |
| 9              | Markus Fothen     | Duitsland      | z.t.           |
| 10             | Patrick Calcagni  | Zwitserland    | z.t.           |

| Tussenstand algemeen klassement | Tussenstand algemeen klassement | Tussenstand algemeen klassement | Tussenstand algemeen klassement |
| rang                            | renner                          | land                            | tijd                            |
| ------------------------------- | ------------------------------- | ------------------------------- | ------------------------------- |
| 1                               | Paolo Savoldelli                | Italië                          | 12u23'20"                       |
| 2                               | Marco Pinotti                   | Italië                          | + 0' 04"                        |
| 3                               | Roman Kreuziger                 | Tsjechië                        | + 0' 05"                        |
| 4                               | Chris Horner                    | Verenigde Staten                | z.t.                            |
| 5                               | Markus Fothen                   | Duitsland                       | + 0' 06"                        |
| 6                               | Sandy Casar                     | Frankrijk                       | z.t.                            |
| 7                               | Andrej Kasjetsjkin              | Kazachstan                      | + 0' 09"                        |
| 8                               | Patrick Calcagni                | Zwitserland                     | + 0' 10"                        |
| 9                               | Francisco Pérez Sánchez         | Spanje                          | z.t.                            |
| 10                              | Hubert Schwab                   | Zwitserland                     | + 0' 11"                        |

### 4e etappe
In de koninginnenetappe van de ronde moesten 4 beklimmingen van de 1e categorie beklommen worden. De etappe werd verreden in de regen, waardoor het wegdek ook erg glad was en er dus gevaar bestond voor valpartijen.
Op de slotklim naar finishplaats Morgins werd Gorazd Štangelj als laatste van de vroege vluchters bijgehaald door het peloton, dat geleid werd door Eddy Mazzoleni. In de laatste kilometers ging Igor Antón ervandoor. Hij kreeg gezelschap van Thomas Dekker, Chris Horner en John Gadret. In de sprint van vier leek Dekker lang op weg naar de overwinning, maar in de laatste meters werd hij gehinderd door Anton, die uiteindelijk de etappe won. Horner werd met nog één rit te gaan de nieuwe leider. Daarachter ging de Spanjaard Joaquim Rodríguez in de laatste meters nog tegen de vlakte.
| Uitslag Etappe | Uitslag Etappe     | Uitslag Etappe   | Uitslag Etappe |
| rang           | renner             | land             | tijd           |
| -------------- | ------------------ | ---------------- | -------------- |
| 1              | Igor Antón         | Spanje           | 4u36'56"       |
| 2              | Thomas Dekker      | Nederland        | z.t.           |
| 3              | Chris Horner       | Verenigde Staten | z.t.           |
| 4              | John Gadret        | Frankrijk        | + 0' 02"       |
| 5              | Cadel Evans        | Australië        | + 0' 16"       |
| 6              | Sylwester Szmyd    | Polen            | z.t.           |
| 7              | Andy Schleck       | Luxemburg        | z.t.           |
| 8              | Paolo Savoldelli   | Italië           | z.t.           |
| 9              | Andrej Kasjetsjkin | Kazachstan       | + 0' 23"       |
| 10             | Joaquim Rodríguez  | Spanje           | + 0' 26"       |

| Tussenstand algemeen klassement | Tussenstand algemeen klassement | Tussenstand algemeen klassement | Tussenstand algemeen klassement |
| rang                            | renner                          | land                            | tijd                            |
| ------------------------------- | ------------------------------- | ------------------------------- | ------------------------------- |
| 1                               | Chris Horner                    | Verenigde Staten                | 17u00'17"                       |
| 2                               | Igor Antón                      | Spanje                          | + 0' 07"                        |
| 3                               | Thomas Dekker                   | Nederland                       | + 0' 09"                        |
| 4                               | Paolo Savoldelli                | Italië                          | + 0' 15"                        |
| 5                               | John Gadret                     | Frankrijk                       | + 0' 22"                        |
| 6                               | Joaquim Rodríguez               | Spanje                          | + 0' 28"                        |
| 7                               | Cadel Evans                     | Australië                       | + 0' 29"                        |
| 8                               | Sylwester Szmyd                 | Polen                           | + 0' 31"                        |
| 9                               | Andrej Kasjetsjkin              | Kazachstan                      | z.t.                            |
| 10                              | Andy Schleck                    | Luxemburg                       | + 0' 33"                        |

### 5e etappe
In de slotetappe, een tijdrit van 20,4 km, zou de ronde beslist worden. Vooraf werden Chris Horner, Thomas Dekker, Cadel Evans en Paolo Savoldelli als grootste favorieten voor de eindzege gezien.
Dekker reed uiteindelijk de beste tijdrit en won de rit tegen de klok met 5 seconden voorsprong op Savoldelli. Andrej Kasjetsjkin werd derde op 12 seconden van Dekker, die ook de eindzege pakte.
| rang | renner             | land             | tijd        |
| ---- | ------------------ | ---------------- | ----------- |
| 1    | Thomas Dekker      | Nederland        | 26u 36' 24" |
| 2    | Paolo Savoldelli   | Italië           | + 0' 05"    |
| 3    | Andrej Kasjetsjkin | Kazachstan       | + 0' 12"    |
| 4    | Cadel Evans        | Australië        | + 0' 23"    |
| 5    | Eddy Mazzoleni     | Italië           | + 0' 46"    |
| 6    | Roman Kreuziger    | Tsjechië         | + 0' 52"    |
| 7    | Chris Horner       | Verenigde Staten | + 0' 55"    |
| 8    | David Zabriskie    | Verenigde Staten | + 0' 57"    |
| 9    | Sandy Casar        | Frankrijk        | + 1' 01"    |
| 10   | Janez Brajkovič    | Slovenië         | + 1' 05"    |

## Eindklassementen

### Algemeen klassement
| Eindklassement | Eindklassement     | Eindklassement   | Eindklassement |
| rang           | renner             | land             | tijd           |
| -------------- | ------------------ | ---------------- | -------------- |
| 1              | Thomas Dekker      | Nederland        | 17u27'02"      |
| 2              | Paolo Savoldelli   | Italië           | op 11"         |
| 3              | Andrej Kasjetsjkin | Kazachstan       | op 34"         |
| 4              | Cadel Evans        | Australië        | op 43"         |
| 5              | Chris Horner       | Verenigde Staten | op 46"         |
| 6              | Roman Kreuziger    | Tsjechië         | op 1'35"       |
| 7              | Igor Antón         | Spanje           | op 1'51"       |
| 8              | Andy Schleck       | Luxemburg        | op 1'53"       |
| 9              | Sylwester Szmyd    | Polen            | op 1'55"       |
| 10             | Janez Brajkovič    | Slovenië         | op 2'00"       |

### Bergklassement
| Eindklassement | Eindklassement       | Eindklassement   | Eindklassement |
| rang           | renner               | land             | punten         |
| -------------- | -------------------- | ---------------- | -------------- |
| 1              | Laurent Brochard     | Frankrijk        | 64             |
| 2              | Chris Anker Sørensen | Denemarken       | 42             |
| 3              | Eros Capecchi        | Italië           | 30             |
| 4              | Gorazd Štangelj      | Slovenië         | 18             |
| 5              | Marco Pinotti        | Italië           | 18             |
| 6              | Chris Horner         | Verenigde Staten | 12             |
| 7              | Iván Parra           | Colombia         | 12             |
| 8              | Thomas Dekker        | Nederland        | 8              |
| 9              | Amets Txurruka       | Spanje           | 8              |
| 10             | Marco Marzano        | Italië           | 8              |

### Puntenklassement
| Eindklassement | Eindklassement          | Eindklassement   | Eindklassement |
| rang           | renner                  | land             | punten         |
| -------------- | ----------------------- | ---------------- | -------------- |
| 1              | Thomas Dekker           | Nederland        | 43             |
| 2              | Paolo Savoldelli        | Italië           | 35             |
| 3              | Markus Fothen           | Duitsland        | 32             |
| 4              | Chris Horner            | Verenigde Staten | 32             |
| 5              | Cadel Evans             | Australië        | 31             |
| 6              | Andrej Kasjetsjkin      | Kazachstan       | 26             |
| 7              | Igor Antón              | Spanje           | 25             |
| 8              | Roman Kreuziger         | Tsjechië         | 23             |
| 9              | Joaquim Rodríguez       | Spanje           | 22             |
| 10             | Francisco Pérez Sánchez | Spanje           | 20             |

### Sprintklassement
| Eindklassement | Eindklassement   | Eindklassement   | Eindklassement |
| rang           | renner           | land             | punten         |
| -------------- | ---------------- | ---------------- | -------------- |
| 1              | Patrick Calcagni | Zwitserland      | 10             |
| 2              | László Bodrogi   | Hongarije        | 9              |
| 3              | Sandy Casar      | Frankrijk        | 7              |
| 4              | Marco Pinotti    | Italië           | 7              |
| 5              | Laurent Brochard | Frankrijk        | 7              |
| 6              | Gorazd Štangelj  | Slovenië         | 7              |
| 7              | Chris Horner     | Verenigde Staten | 3              |
| 8              | Amets Txurruka   | Spanje           | 3              |
| 9              | Mauro Facci      | Italië           | 3              |
| 10             | Igor Antón       | Spanje           | 1              |

## Uitvallers

### 1e etappe
- Ludovic Turpin
- Simon Gerrans[1]

### 2e etappe
- José Luis Arrieta
- Jan Boven
- Sylvain Calzati[1]
- Michael Rogers
- Tadej Valjavec

### 3e etappe
- Borut Božič
- Remmert Wielinga
- Stef Clement[1]
- Leonardo Duque[1]
- Enrico Gasparotto[1]
- Mirco Lorenzetto[1]
- José Luis Rubiera[1]

### 4e etappe
- Cyrille Monnerais
- Danilo Napolitano
- Pavel Padrnos
- Kai Reus
- Vicente Reynés
- Fabio Sacchi
- Marcel Strauss
- Andrea Tonti
- Davide Viganò
- Sergej Jakovlev
- Robbie McEwen[1]
- David Moncoutié
- Serhij Hontsjar
- Torsten Hiekmann
- Fumiyuki Beppu
- Matteo Bono
- Jon Bru
- Jaime Castañeda
- Anthony Charteau
- Nicolas Crosbie
- Julian Dean
- Pierre Drancourt
- Robert Forster
- Aitor Galdós
- Arnaud Gérard
- David Millar[1]

### 5e etappe
- Antonio Colom[1]
- Nick Gates[1]
- Cristian Moreni
- Christophe Rinero
- William Walker